# Березнево
Бе́резнево (фин. Peresnova, Koivula) — деревня в Гатчинском муниципальном округе Ленинградской области.

## История
Деревня Березнева из 12 дворов упоминается на «Топографической карте окрестностей Санкт-Петербурга» Ф. Ф. Шуберта 1831 года.

БЕРЕЗНЕВО — деревня Войсковицкой мызы, принадлежит Кандалинцевой, надворной советнице, число жителей по ревизии: 22 м. п., 29 ж. п. (1838 год)

Согласно картам Ф. Ф. Шуберта 1844 года и С. С. Куторги 1852 года деревня называлась Березнева.
В пояснительном тексте к этнографической карте Санкт-Петербургской губернии П. И. Кёппена 1849 года она записана как деревня Beresnoa (Березнево) и указано количество её жителей на 1848 год: савакотов — 20 м. п., 28 ж. п., всего 48 человек.

БЕРЕЗНЕВО — деревня майора Платонова, по почтовому тракту, число дворов — 10, число душ — 15 м. п. (1856 год)

Согласно «Топографической карте частей Санкт-Петербургской и Выборгской губерний» в 1860 году деревня Березнева состояла из 10 крестьянских дворов.

БЕРЕЗНЕВА — деревня владельческая при колодце, число дворов — 7, число жителей: 29 м. п., 26 ж. п. (1862 год)

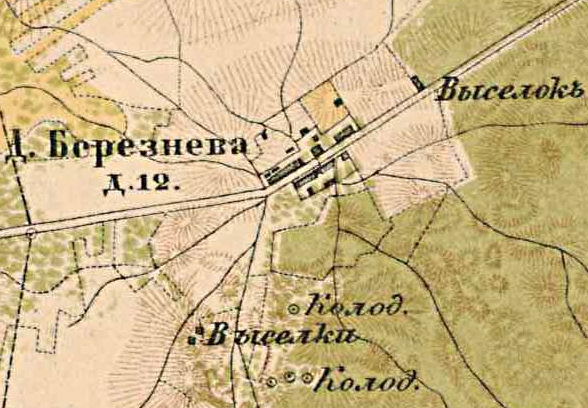
План деревни Березнево. 1885 год

Согласно топографической карте частей Санкт-Петербургской и Выборгской губерний 1885 года деревня называлась Березнева и насчитывала 12 дворов.
В конце XIX — начале XX века деревня административно относилась к Староскворицкой волости 3-го стана Царскосельского уезда Санкт-Петербургской губернии. Население деревни было исключительно финским.
Согласно «Карте района манёвров» 1913 года количество дворов уменьшилось до 9.
С 1917 по 1918 год деревня Березнево входила в состав Староскворицкой волости Петергофского уезда.
С 1918 года в составе Березневского сельсовета Вохоновской волости.
С 1923 года в составе Луйсковицкого сельсовета Венгисаровской волости Гатчинского уезда.
С 1924 года в составе Миккинского сельсовета.
Согласно данным переписи населения СССР 1926 года в деревне Березнево Миккинского сельсовета Венгисаровской волости Троцкого уезда проживал 121 человек — в основном финны, а также русские и эстонцы.
С 1927 года в составе Гатчинского района.
С 1928 года в составе Вохоновского сельсовета. В 1928 году население деревни Березнево составляло 280 человек.

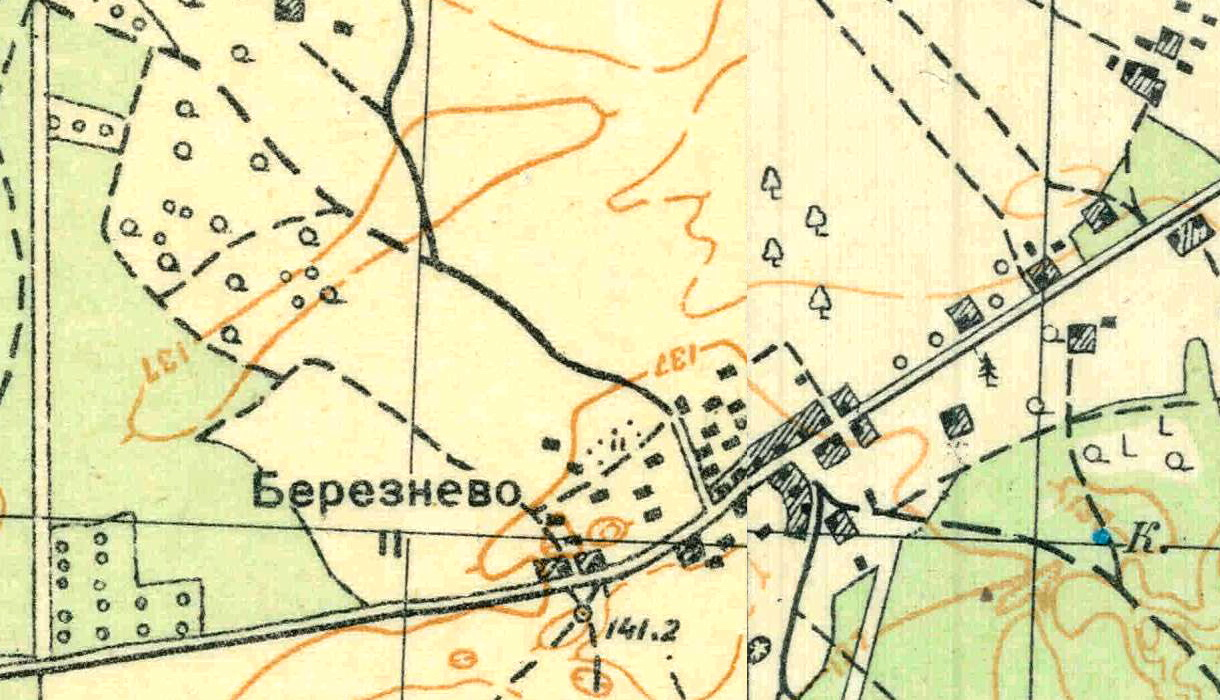
План деревни Березнево. 1931 год

Согласно топографической карте 1931 года деревня насчитывала 11 дворов.
По данным 1933 года деревня называлась Березнево и входила в состав Вохоновского сельсовета Красногвардейского района.
С 1939 года в составе Елизаветинского сельсовета.
С 1940 года вновь в составе Вохоновского сельсовета.
C 1 августа 1941 года по 31 декабря 1943 года деревня находилась в оккупации.
С 1954 года в составе Большеондровского сельсовета.
С 1959 года вновь в составе Елизаветинского сельсовета.
В 1965 году население деревни Березнево составляло 140 человек.
По данным 1966, 1973 и 1990 годов деревня Березнево входила в состав Елизаветинского сельсовета.
В 1997 году в деревне проживал 31 человек, в 2002 году — 56 человек (русские — 80%), в 2007 году — 50.

## География
Деревня расположена в северо-западной части района на автодороге 41К-219 (Елизаветино — Фьюнатово).
Расстояние до административного центра поселения, посёлка Елизаветино — 6 км.
Расстояние до ближайшей железнодорожной станции Елизаветино — 7 км.

## Демография
| 1838 | 1848 | 1862 | 1928 | 1965 | 1997 | 2007 |
| ---- | ---- | ---- | ---- | ---- | ---- | ---- |
| 51   | ↘48  | ↗55  | ↗280 | ↘140 | ↘31  | ↗50  |
| 2010 | 2017 |      |      |      |      |      |
| →50  | ↗56  |      |      |      |      |      |

### Национальный состав
Согласно данным Всероссийской переписи населения 2021 года в деревне проживали 176 человек, все русские.

## Садоводства
Березнево.